# Hydrellia michelae
Hydrellia michelae är en tvåvingeart som beskrevs av Bock 1990. Hydrellia michelae ingår i släktet Hydrellia och familjen vattenflugor.
Artens utbredningsområde är Northern Territory, Australien. Inga underarter finns listade i Catalogue of Life.